# الثقافة الحضرية في مدن الشرق
...كتاب الثقافة الحضرية في مدن الشرق... الصادر عن سلسلة عالم المعرفة للمؤلفة البريطانية جينيفر سكيرس المتخصصة بهدا المجال, وترجمة ليلى الموسوي من الكويت.
صدر الكتاب بالعدد 308 في أكتوبر 2004 .
يتحدث الكتابعن الثقافة والحياة في في ثلاثة أماكن إسلامية هي تركيا و مصر و إيران في الفترة ما بين القرنين السادس عشر والثامن عشر (وهي الفترة ما بين نضج ثقافة هذه المجتمعات وبداية الاضمحلال اما زيادة التأثيرات الأوروبية الفكرية والفنية.
وتتنوع مواضيع الكتاب في تناولها للبناء واللباس والاطعمة واوجه الحياة بشكل عام. (المصدر لكتاب نفسه الغلاف الاخير ملخص للكتاب ) ويضم الكتاب مجموعة من الصور والرسومات تصل إلى 83 شتلا في ملحق منفصل لتوضيح ما يتم عرضه من تفاصيل. (المصدر ملحق الصور الكتاب ص 117) .